# Marilyn Castonguay
Pour les articles homonymes, voir Castonguay.
Marilyn Castonguay est une actrice québécoise principalement connue pour son rôle de Huguette Delisle dans la série télévisée C'est comme ça que je t'aime et ses rôles dans les films L'Affaire Dumont, L'Ange gardien et Miraculum.

## Biographie
Fille d'une infirmière et d'un marin, Marilyn Castonguay grandit sur l'Île aux Coudres, descendante d'une longue lignée de natifs de l'île.
En 2010, à sa sortie de l’École nationale de théâtre du Canada, elle joue plusieurs pièces de théâtre et commence à la télévision avec le personnage de Mouline dans la série pour enfants 1,2,3... géant ! suivi du rôle de Maya Roussel dans la série Vertige.
En 2012, elle se fait connaître au cinéma avec son rôle principal de Solange Tremblay dans L'Affaire Dumont du réalisateur Podz qui lui obtient une nomination au prix Jutra pour la meilleure actrice.

## Théâtre
- 2002 : Piarrot et Charlotte de D. Gaudet : Charlotte
- 2003 : Rock autour de l'horloge d'Eric Vachon : Flo
- 2010 : Écume d'Anne-Marie White : Morgane
- 2010 : Magicien d'Oz librement inspirée du conte de Lyman Frank Baum : le lion poltron et la sorcière du Nord
- 2011 : Zorro de Vincent-Guillaume Otis : Isabella
- 2012 : Dissidents de Patrice Dubois : la petite
- 2013 : Les champs pétrolifères de Patrice Dubois : Blanche
- 2013 : Villa Dolorosa de Martin Faucher : Mascha
- 2014 : La beauté du monde de Marilyn Perreault : Alex
- 2014 : Moi, dans les ruines rouges du siècle de Olivier Kemeid : Ludmilla
- 2014 : Testament de Éric Jean : Anna
- 2015 : Cabaret Gravel de Daniel Léveillé : Marilyn
- 2016 : Le vin herbé de Philippe Boutin : Iseult
- 2016 : Le Joker de Éric Jean : Alice
- 2017 : Le déclin de l'empire américain de Patrice Dubois d'après le scénario de Denys Arcand : Sophie
- 2017 : GlenGarry Glen Ross de Brigitte Poupart : Jade
- 2020 : Le peintre des madones : Marie-Louise, jeune fille du village
- 2020 : Les filles et les garçons de Denis Bernard : Solo

## Filmographie

### Cinéma
- 2011 : Vol de nuit (court métrage) de Stéphane Dirschauer : Karine
- 2012 : L'Affaire Dumont de Podz : Solange Tremblay
- 2013 : Trois nuits et une mort (court métrage) de Stéphane Dirschauer : Nathe
- 2013 : Louis Cyr : L'Homme le plus fort du monde de Daniel Roby : Marie-Amélina Cyr
- 2013 : Quelqu'un d'extraordinaire (court métrage) de Monia Chokri : Fanny
- 2014 : Point de mire (court métrage) d'Ivy Yukiko Ishihara Oldford (Institut national de l'image et du son (INIS)) : Alice[2]
- 2014 : Miraculum de Podz : Julie Beaudry
- 2014 : L'Ange gardien de Jean-Sébastien Lord : Nathalie
- 2015 : Érotisse (court métrage) de Geneviève Albert : Clara[3]
- 2015 : Le Cours de natation (court métrage) de Olivia Boudreau : monitrice[4]
- 2016 : La Peau sauvage (court métrage) d'Ariane Louis-Seize : Camille[5],[6]
- 2016 : Les Élus (court métrage) de Dominique Loubier : Evelyne
- 2017 : Mon boy (court métrage) de Sarah Pellerin : Magalie[7]
- 2017 : Ça sent la coupe de Patrice Sauvé : Andréanne Sasseville
- 2018 : Foyer (court métrage) de Sophie B Jacques : Émilie[8]
- 2019 : Matthias et Maxime de Xavier Dolan : Sarah
- 2020 : Jusqu'au déclin de Patrice Laliberté : Anna
- 2023 : Frontières de Guy Édoin : Julie Messier
- 2024 : Mlle Bottine d'Yan Lanouette Turgeon : Alice
- 2025 : Ma belle-mère est une sorcière de Joëlle Desjardins Paquette (en) : Jeanne, la belle-mère de Margot

### Télévision
- 2010 : Le Gentleman : réceptionniste
- 2011-2013 : 1,2,3... géant ! : Mouline
- 2012 : Vertige : Maya Roussel
- 2012 : Adam et Ève : Lily
- 2012 : Fais pas ci, fais pas ça : Yorga
- 2014-2015, 2017 : Au secours de Béatrice : Éléonore
- 2015-2018 : Salmigondis : Pixelle
- 2015 : Karl et Max : Marjo
- 2015 : 19-2 : mère de Gabi
- 2016 : Fatale-Station : Ina Beausoleil
- 2017 : Plan B : Noémie
- 2017 : Terreur 404 (1 épisode - Le virus) : Sophie[9]
- 2018 : L'Échappée : Audrey Laberge
- 2019 : Alix et les Merveilleux : Lorie, grande patronne
- 2020- : C'est comme ça que je t'aime : Huguette Delisle

### Autres
- 2016 : Les Sirènes (vidéoclip) de Pierre Flynn : la jeune femme
- 2017 : Jo, Jane et Jim (vidéoclip) de Joseph Edgar : Jane

## Récompenses et nominations

### Récompenses
- 2005 - prix Or au Festival international de danse Encore, catégorie jazz
- 2020 - prix Gémeaux, catégorie meilleur rôle de soutien féminin : jeunesse pour Alix et les Merveilleux[10]

### Nominations
- 2013 : prix Jutra de la meilleure actrice dans L'Affaire Dumont
- 2013 : prix Écrans canadiens de la meilleure actrice dans L'Affaire Dumont